# 教塚古墳
教塚古墳（きょうづかこふん）は、日本の古墳時代、5世紀または6世紀に現在の宮城県仙台市太白区泉崎1丁目にあった古墳である。早くから削られて不明な点が多いが、直径20メートル以上で、埴輪が置かれた。1985年に残存部の一部が発掘調査された。

## 立地・構造・遺物
教塚古墳は、仙台平野を流れる名取川の左岸（北岸）に弥生時代から水田が広がる富沢遺跡・山口遺跡の中にある。周辺の北から北西にかけては丘陵の縁にそって裏町古墳など直径20から50メートル規模の古墳が、北東か南東方向には低地中には五反田古墳・大野田古墳群など中小の古墳が多数築かれた。
調査時までに墳丘がかなり破壊されていたため、正確な大きさは不明だが、発見された周溝の曲がりから、直径20メートルから約40メートルと推定される。高さは1メートル以上だが不明である。
1985年の発掘では、残存墳丘の中央を探ったが、主体部は見つからなかった。墳丘の外側に溝があり、発掘調査報告書はこれを周溝としたが、これを別の溝とみて周溝なしとする見方もある。
円筒または朝顔形の埴輪があったが、形象埴輪はなかったようである。

## 研究発掘史
1985年まで、教塚古墳は東西約20メートル、南北約13メートルの楕円様の形で、水田の中に孤立した塚として存在し、埴輪片が採集されていた。墳丘の上は平らで畑地として利用していた。この時点で上面と周囲がかなり削られていたと考えられる。
1985年4月、宅地にするため古墳の周りに盛り土することで、古墳が埋もれてしまった。これを古墳の破壊も同然ととらえた仙台市教育委員会は、8月に墳丘部をまっすぐ切る形で発掘調査を実施した。円筒または朝顔形の埴輪片多数と、須恵器と弥生土器の小片が1点ずつ見つかった。